# Lappstrandlöpare
Lappstrandlöpare (Bembidion hyperboraeorum) är en skalbaggsart som beskrevs av Munster. Lappstrandlöpare ingår i släktet Bembidion och familjen jordlöpare. Enligt den finländska rödlistan är arten nära hotad i Finland. Arten är reproducerande i Sverige. Artens livsmiljö är grus-, klapper- och stenstränder vid sötvatten. Inga underarter finns listade i Catalogue of Life.